# ABA Liga 2025-2026
La ABA Liga 2025-2026, conosciuta anche come AdmiralBet ABA League 2025-2026 per motivi di sponsorizzazione, sarà la 25ª edizione della ABA Liga.
Oltre alle 16 squadre provenienti da Bosnia ed Erzegovina, Croazia, Montenegro, Serbia, Slovenia ed Emirati Arabi Uniti, il consiglio di amministrazione della lega ha proposto una possibile espansione a 20 squadre per questa edizione, con l’assegnazione di fino a quattro wild card a club di pallacanestro provenienti dall’Europa o anche da altre regioni. L’8 luglio è stato annunciato che il club rumeno U-BT Cluj-Napoca e quello austriaco BC Vienna avrebbero ricevuto una wild card, portando così, a 18, il numero delle squadre partecipanti alla lega.
La squadra slovena KD Ilirija si è qualificata per la prima volta  nella sua storia alla lega.
I campioni in carica sono i serbi del KK Partizan.

## Formato
Stagione regolare
La ABA League nella stagione 2025-2026 sarà composta da 18 club e sarà disputata secondo un nuovo sistema di competizione, che divide le squadre in due gruppi durante la stagione regolare, ciascuno formato da nove club (A e B).
All’interno di ciascun gruppo, le squadre giocheranno con il sistema del girone all’italiana, affrontandosi in casa e in trasferta, per un totale di 18 giornate. In ogni turno, una squadra resterà a riposo. Le prime quattro classificate dei gruppi A e B avanzeranno alla fase Top 8 della competizione. Le cinque squadre classificate dal 5º al 9º posto dei gruppi A e B continueranno invece la stagione nella fase Play-Out. Entrambe le fasi vedranno le squadre portarsi dietro i punti conquistati nella prima parte della competizione.
Top 8
Durante la fase Top 8, le squadre affronteranno ciascuna delle squadre dell’altro gruppo due volte, secondo il sistema del girone all’italiana (in casa e in trasferta), per un totale di otto giornate aggiuntive. Le migliori sei squadre al termine della fase ottengono l'accesso per i quarti di finale dei Playoff; invece le squadre classificate agli ultimi due posto accedono alla fase del Play-In.
Play-Out
La fase Play-Out della competizione sarà composta da dieci club, che giocheranno con il sistema del girone all’italiana, affrontando ciascun avversario dell’altro gruppo due volte (in casa e in trasferta), per un totale di dieci giornate aggiuntive. Al termine della fase le prime due in classifica ottengono l'accesso per il Play-In. 
La squadra termina al penultimo posto la classifica della fase Play-Out, giocherà lo spareggio per la permanenza nella lega contro la seconda classifica della ABA 2 Liga 2025-2026; invece la squadra che conclude all'ultimo posto la fase Play-Out viene automaticamente retrocessa nella ABA 2 Liga per la prossima stagione.
Play-In e Playoff
Le sei migliori squadre della fase Top 8 avanzeranno direttamente ai quarti di finale dei playoff, mentre la settima e l’ottava classificata della Top 8, insieme alla prima e alla seconda classificata del Play-Out, disputeranno la fase Play-In della competizione.
La vincente della sfida di Play-In tra la 7ª e l’8ª classificata della Top 8 si qualificherà direttamente ai quarti di finale, mentre la squadra perdente affronterà la vincente dello scontro tra la 1ª e la 2ª classificata del Play-Out per l’ultimo posto disponibile nei quarti di finale.

## Promozioni e retrocessioni
| Promosse   | Bosna Royal     | Campione ABA 2 Liga 2024-2025          |
| Promosse   | Ilirija Lubiana | Vincitore Spareggio retrocessione      |
| Affiliate  | BC Vienna       | Wild Card                              |
| Affiliate  | U Cluj          | Wild Card                              |
| Retrocesse | Cibona Zagabria | Perdente Spareggio retrocessione       |
| Retrocesse | Mornar Bar      | Ultimo classificato ABA Liga 2024-2025 |

## Squadre partecipanti
| Squadra           | Città         | Arena                      | Capacità |
| ----------------- | ------------- | -------------------------- | -------- |
| BC Vienna         | Vienna        | Hallmann Dome              | 1,399    |
| Borac Čačak       | Čačak         | Borac Hall                 | 4,000    |
| Bosna Royal       | Sarajevo      | Zetra Olympic Hall         | 12,000   |
| Budućnost         | Podgorica     | Morača Sports Center       | 6,000    |
| Cedevita Olimpija | Lubiana       | Arena Stožice              | 12,480   |
| Stella Rossa      | Belgrado      | Štark Arena                | 18,386   |
| Dubai BC          | Dubai         | Coca-Cola Arena            | 17,000   |
| FMP Belgrado      | Belgrado      | Železnik Hall              | 3,000    |
| Igokea            | Aleksandrovac | Laktaši Sports Hall        | 3,050    |
| Ilirija Lubiana   | Lubiana       | Tivoli Hall                | 6,800    |
| Krka Novo mesto   | Novo Mesto    | Leon Štukelj Hall          | 2,500    |
| Mega Belgrado     | Belgrado      | Ranko Žeravica Sports Hall | 5,000    |
| Partizan          | Belgrado      | Štark Arena                | 18,386   |
| Spartak Subotica  | Subotica      | Dudova Šuma Hall           | 2,000    |
| Studentski Centar | Podgorica     | Morača Sports Center       | 6,000    |
| Spalato           | Spalato       | Arena Gripe                | 3,500    |
| U Cluj            | Cluj-Napoca   | BTarena                    | 10,000   |
| Zara              | Zadar         | Krešimir Ćosić Hall        | 7,997    |

## Stagione regolare

### Gruppo A
|  | Qualificate alla Top 8 |
|  | Qualificate ai Playout |

|    | Squadra              | G | V | P | PF | PS | Diff. | P.ti |
| -- | -------------------- | - | - | - | -- | -- | ----- | ---- |
| 1. | Partizan Mozzart Bet | 0 | 0 | 0 | 0  | 0  | 0     | 0    |
| 2. | Dubai                | 0 | 0 | 0 | 0  | 0  | 0     | 0    |
| 3. | U-BT Cluj-Napoca     | 0 | 0 | 0 | 0  | 0  | 0     | 0    |
| 4. | Igokea m:tel         | 0 | 0 | 0 | 0  | 0  | 0     | 0    |
| 5. | KK Studentski centar | 0 | 0 | 0 | 0  | 0  | 0     | 0    |
| 6. | FMP Soccerbet        | 0 | 0 | 0 | 0  | 0  | 0     | 0    |
| 7. | Borac Mozzart        | 0 | 0 | 0 | 0  | 0  | 0     | 0    |
| 8. | Split                | 0 | 0 | 0 | 0  | 0  | 0     | 0    |
| 9. | Krka                 | 0 | 0 | 0 | 0  | 0  | 0     | 0    |

### Gruppo B
|  | Qualificate alla Top 8 |
|  | Qualificate ai Playout |

|    | Squadra                   | G | V | P | PF | PS | Diff. | P.ti |
| -- | ------------------------- | - | - | - | -- | -- | ----- | ---- |
| 1. | Budućnost VOLI            | 0 | 0 | 0 | 0  | 0  | 0     | 0    |
| 2. | Crvena zvezda Meridianbet | 0 | 0 | 0 | 0  | 0  | 0     | 0    |
| 3. | Cedevita Olimpija         | 0 | 0 | 0 | 0  | 0  | 0     | 0    |
| 4. | Spartak Office Shoes      | 0 | 0 | 0 | 0  | 0  | 0     | 0    |
| 5. | Mega Superbet             | 0 | 0 | 0 | 0  | 0  | 0     | 0    |
| 6. | Zadar                     | 0 | 0 | 0 | 0  | 0  | 0     | 0    |
| 7. | Bosna BH Telecom          | 0 | 0 | 0 | 0  | 0  | 0     | 0    |
| 8. | Ilirija                   | 0 | 0 | 0 | 0  | 0  | 0     | 0    |
| 9. | Vienna                    | 0 | 0 | 0 | 0  | 0  | 0     | 0    |